# Ribete de Burton

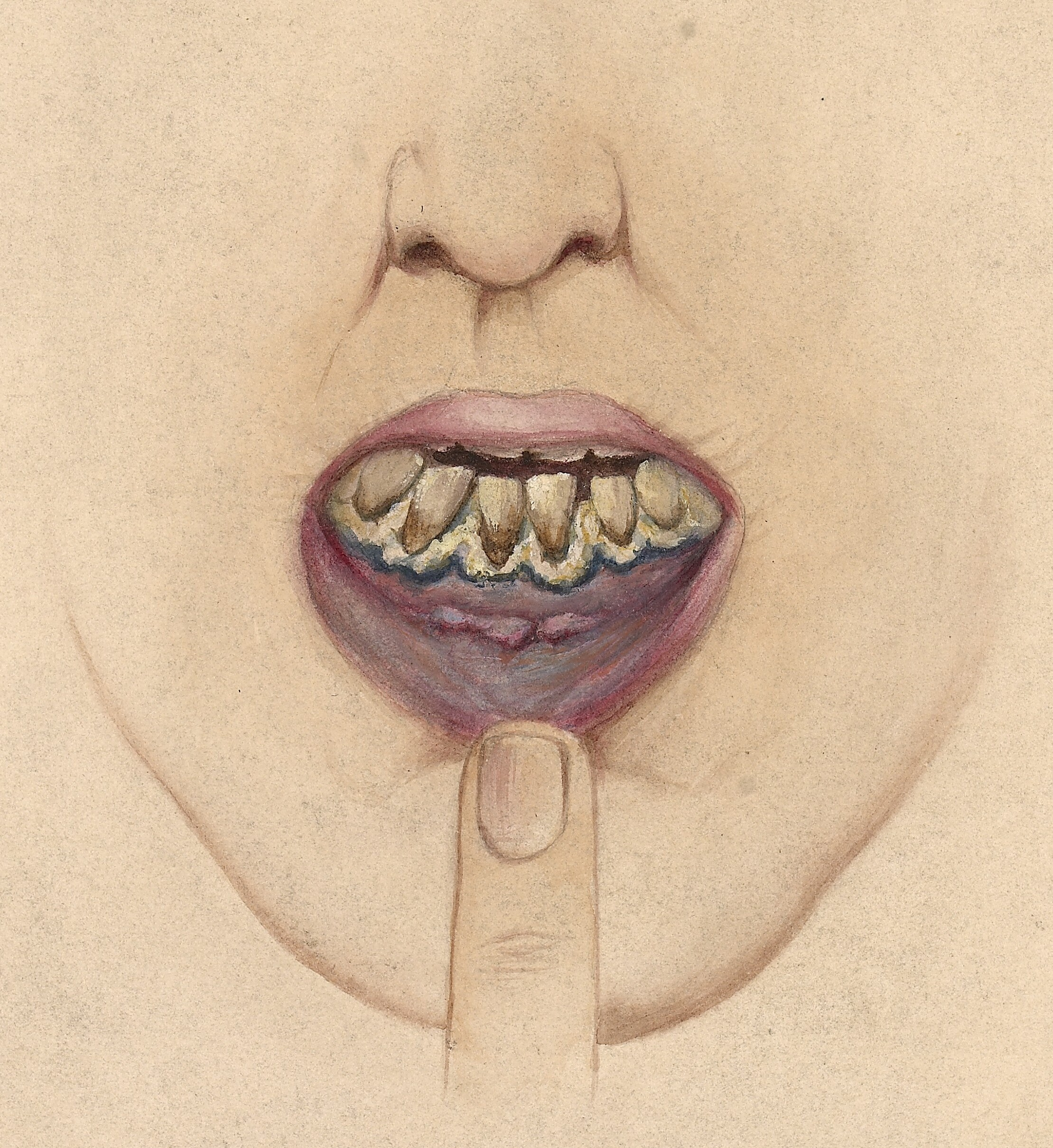
Dibujo en acuarela de la boca y las encías de una mujer que trabajaba en un molino de plomo. Se aprecia una impregnación saturnina con una línea de Burton bien marcada y una mancha azul en la membrana bucal del lado opuesto.

El ribete de Burton, línea de Burton o línea burtoniana es una de las manifestaciones clínicas de una posible intoxicación por plomo (esta intoxicación también se conoce con el nombre de saturnismo). Este signo generalmente es asintomático, y se puede encontrar incluso cuando las concentraciones de plomo son bajas en el organismo. Por lo tanto, es de gran ayuda para realizar un diagnóstico precoz del saturnismo, ya que todos los pacientes con ribete presentan plomo en sangre.
Este signo clínico se describió por primera vez en 1840 por Henry Burton, mientras investigaba los beneficios no probados del plomo medicinal en los trastornos pulmonares.
Se presenta como una línea muy delgada en la base de los dientes, que adquiere un color negro azulado o azul violáceo visible a lo largo del margen de las encías superiores. Esta coloración aparece cuando el plomo circulante interacciona con iones de azufre liberados por la actividad de bacterias orales, depositándose como sulfuro de plomo en la unión de los dientes y las encías.

## Interés diagnóstico
En los adultos el envenenamiento por plomo suele ser resultado de una exposición ocupacional muy frecuente en los trabajadores de las empresas siderometalúrgicas, ya que el procesado de los metales a altas temperaturas libera vapores con alto contenido en plomo que acaban siendo inhalados.
Como esto constituye un problema de salud para estos trabajadores, existe la posibilidad de detectar la existencia del ribete de Burton con el fin de diagnosticar esta enfermedad de manera precoz, pudiendo así evitar su avance.
La aparición del ribete no sólo está relacionada con trabajadores de empresas metalúrgicas, también se han dado casos en algunas personas que usan drogas de abuso, las cuales han sido adulteradas con plomo.